# Liste des Justes de Maine-et-Loire
Durant la Seconde Guerre mondiale, les occupants allemands font de l'Anjou (d'Angers précisément) l'un important centre opérationnel. Rapidement, le régime hitlérien procède au lancement de son projet "Solution finale". On recense en France environ 77 000 déportations de juifs vers les camps de concentration, soit 25% de la communauté juive en France.  Ainsi, 220 000 Juifs sur 300 000 présents dans l'hexagone furent sauvés et 85% d'enfants Juifs échappèrent aux camps d'extermination grâce au dévouement de nombreux citoyens français. Certains, pour un dévouement exceptionnel, sont nommés "Justes parmi les nations" par le Comité de Yad Vashem. Le Maine-et-Loire en compte 26.

## Les Justes de Maine-et-Loire
En l'espace de deux jours en Maine-et-Loire (les 15 et 17 juillet 1942) une série d'arrestations est instiguée par les nazis qui occupent le territoire, 879 personnes sont parquées dans le bâtiment du grand séminaire à Angers puis ajoutées au convoi numéro 8 du 20 juillet pour Auschwitz. On dénombre seulement 16 survivants de cette rafle. Sur toute la durée de la guerre, on compte 218 déportés sur 398 personnes recensées en juin 1942. Toutefois, près d'une trentaine d'hommes et de femmes ont été reconnus Justes parmi les Nations pour avoir sauvé la vie de victimes potentielles de la Shoah, au risque de leur vie et en refusant toute rémunération pour leur courage.
| NOM                         | Prénom                                           | Commune                          | Juifs sauvés                                                             | Date d'attribution du titre de "Juste parmi les nations" | Circonstances |
| --------------------------- | ------------------------------------------------ | -------------------------------- | ------------------------------------------------------------------------ | -------------------------------------------------------- | --- |
| ANDROUIN                    | Marie et Ernest                                  | Clefs                            | Yvon Chicheportiche Charles Spac                                         | 11 octobre 2000                                          | Le jeune Yvon Chicheportiche fut mis à l'abri chez les Androuin en janvier 1943.Son père assurait sa subsistance jusqu'à son arrestation puis sa déportation en novembre 1943. Les Androuin élevèrent donc le jeune garçon jusqu'à ce qu'il soit pris en charge par l'OSE en décembre 1945. Entretemps, les Androuin avaient aussi abrité Charles Spac qui avait échappé à la rafle du 22 novembre 1943 au Camp de Beauregard. Dans ce camp situé sur la commune de Clefs, 71 travailleurs juifs ont été arrêtés ce 22 novembre puis déportés dans le convoi du 7 décembre 1943 à Auschwitz. Seuls 7 en sont revenus. |
| ANTIER                      | Auguste (père) et Marie-Joséphine Auguste (fils) | Champtoceaux                     | Jean Wagener                                                             | 26 octobre 2008                                          | Confié en septembre 1942 par sa mère à l'association « La Famille du Prisonnier », Jean Wagener âgé de 7 ans est recueilli par le couple Antier et leur fils qui en font tout de suite un membre de leur famille. Quand ses parents viennent le chercher après la Libération, la séparation est difficile. |
| AUDUREAU                    | Charlotte                                        | Baugé                            | Ginette Piekarski (épouse Vujovic) Berthe Piekarski (épouse Zysman)      | 7 octobre 2007                                           | Charlotte Audureau, la mère supérieure de la Communauté des Filles du Cœur de Marie à Baugé accueille en 1943 dans son couvent Ginette Piekarski et sa sœur Berthe âgée de 2 et 6 ans et les nones les élèvent tendrement jusqu'en 1947 quand leur mère peut à nouveau prendre soin d'elles. |
| BLANCHET MEUNIER            | Odette Jean                                      | Vernoil                          | Laure Moscovici Jean-Claude Moscovici Liliane Moscovici                  | 10 mai 1994                                              | Odette Blanchet est une résistante âgée de 18 ans en 1942, agent de liaison et de renseignement au sein du mouvement Libération-Nord, secteur de Tours, du 1er avril 1942 au 1er décembre 1944 et au réseau CND Castille à Tours sous les ordres de Jean Meunier. Elle abrite et fait abriter Laure Moscovici l'épouse d'un médecin juif arrêté le 1er septembre 1942 (et rescapé d'Auschwitz), va « kidnapper » dans un refuge de l'UGIF ses deux jeunes enfants, Liliane et Jean-Claude Moscovici qui avaient été internés à Drancy avant d'âtre libérés, pour les abriter chez Jean Meunier puis les regrouper avec leur mère. Jean Meunier (dit Gutenberg) fournit les faux papiers nécessaires à Laure Moscovici et à ses enfants. Après la guerre, Odette Bochereau se marie avec Léo Bergoffen, juif qui a été déporté à Auschwitz. Jean-Claude Moscovici est l'auteur de Voyage à Pitchipoï. Jean Meunier, un des fondateurs du journal La Nouvelle République du Centre deviendra député et ministre. |
| BOCHEREAU LAUNAY            | Henriette                                        | Saint-André-de-la-Marche         | Mme Mireille Prymak Edith Prymak (épouse Frydman)                        | 28 avril 2002                                            | Henriette Launay et sa fille Henriette (plus tard épouse Bochereau) avaient lors de l'Exode en 1940 accepté d’héberger Mireille Prymak, juive immigrée de Pologne en 1933, et sa fille Edith alors âgée de quelques mois. Mireille repartit reprendre son travail à Paris après quelques semaines mais laissa Édith aux bons soins des deux Henriette qui firent œuvre de nourrices pendant un an. Puis Mireille revint chercher sa fille pour la ramener à Paris mais les mesures anti-juives l’obligèrent à la confier à nouveau aux deux nourrices pour la mettre en sécurité. En effet, le père de la fillette fut arrêté et déporté à Auschwitz où il périt. Le voyage étant trop dangereux pour Mireille, la jeune Henriette prit le risque de se déplacer à Paris pour ramener Édith à Saint-André où elle séjourna jusqu’à la fin de la guerre. Edith Frydman née Prymak et Henriette Bochereau se sont régulièrement revues depuis la guerre. La première établie en Israël est venue passer régulièrement ses vacances à Rezé chez Henriette Bochereau et notamment célébrer le centenaire d'Henriette Bocherau à Rezé. Elles ont participé aux cérémonies du souvenir à Jérusalem. Henriette Bochereau est décédée à l'âge de 101 ans en septembre 2020 |
| DOSSOGNE                    | Evelina et André                                 | Les Rosiers-sur-Loire            | Myriam Uriewicz (épouse Girard)                                          | 17 Janvier 2010                                          | Evelyna et André Dossogne accueillent Myriam Uriewicz, petite fille juive de douze ans dont la mère est bientôt arrêtée avec sa fille. Avec la complicité du maire et des instituteurs du village, Myriam, rebaptisée Renée reste auprès d'eux jusqu'au printemps 1945 quand elle retrouve son père et son frère aîné. |
| HEINTZ HEINTZ HEINTZ HEINTZ | Marie- Thérèse Mathilde Cécile Marguerite        | La Ménitré                       | Benjamin Cahen Denise Cahen (épouse Weill)                               | 2 avril 1995                                             | Marguerite Heintz (plus tard épouse Piaumier), réfugiée de Forbach avec sa mère Mathilde et ses deux sœurs Marie-Thérèse (plus tard épouse Dupré) et Cécile (plus tard épouse Lucien) prévient en 1943 Benjamin et Denise Cahen (plus tard épouse Weill) de leur arrestation imminente et avec sa mère et ses sœurs, les cache chez elles avant de leur procurer un moyen de passer en zone libre. |
| GIOUX                       | André                                            | Ingrandes                        | Mme Bloch (mère) Madeleine Bloch                                         | 4 avril 2001                                             | André Gioux est maire d'Ingrandes-sur-Loire et professeur bénévole de pilotage. En 1942, la mère et la sœur de son élève Jean-Charles Bloch qui connaissent André Gioux pour l'avoir reçu à Paris, sont prévenues de l'imminence de leur arrestation par un employé de la mairie de leur domicile parisien. Ne pouvant passer la ligne de démarcation car leurs cartes d'identité les identifient comme juives, elles trouvent refuge chez André Gioux qui leur fait fournir des papiers au nom de de Vernan qui leur permettent de gagner Nice où elles passeront tout le reste de la guerre. |
| MARTIN                      | Juliette et Albert                               | Vaulandry                        | M. David Adler Rosette Adler (épouse Goldstein)                          | 10 août 1999                                             | Albert et Juliette Martin, fermiers à Vaulandry fournissent parfois en 1942 un repas à David Adler, travailleur au camp de Beauregard. Inquiet pour la sécurité de sa fille Rosette (née en 1938) restée à Paris avec sa mère, il demande aux Martin de bien vouloir l'héberger. Les Martin acceptent en disant : « Nous avons trois filles, nous en aurons quatre. » David Adler fut arrêté, déporté à Auschwitz et mourut lors d'une marche de la mort. Rosette Adler resta 3 ans après la Libération chez les Martin avant que sa mère puisse la reprendre. En 2014, Rosette Adler devenue Rosette Goldstein apporta son témoignage pour obtenir que la France indemnise les victimes de la déportation transportées par la SNCF,. |
| MAURICE                     | Yvonne et René                                   | Parçay-les-Pins                  | Léon Nepomiatzi Geneviève Nepomiatzi Guy Nepomiatzi Jaqueline Nepomiatzi | 26 décembre 2005                                         | Yvonne et René Maurice ont accueilli les quatre enfants de la famille Nepomiatzi de 1942 à la Libération, |
| MAUSSION                    | René et Marie                                    | Challain-la-Potherie             | Jacques Sztern Hélène Karczewer                                          | 9 août 2004                                              | René et Marie Maussion et leur fille Marie-Renée ont hébergé durant trois ans Jacques Sztern (6 ans) et ils accueillirent sa cousine, Hélène Karczewer (plus tard épouse Zylbermann) pour la placer chez des voisins. « Tous les habitants du village devaient savoir que j'étais un enfant caché, aucun d'entre eux n'a jamais rompu la loi du silence », rapportera Jacques Sztern,. |
| PACTEAU                     | Marie-Eugénie                                    | Saint-Georges-du-Puy-de-la-Garde | Claude Popiolek Suzanne Popiolek                                         | 15 novembre 2009                                         | Marie-Eugénie Pacteau, fermière à Saint-Georges-du-Puy-de-la-Garde accueillit pendant 3 ans environ Claude Popiolek, dont la cousine Suzanne était aussi hébergée près de là. Claude resta avec Marie-Eugénie Pacteau un an après la fin de la guerre, jusqu'à ce que sa mère et sa grand-mère puisse le reprendre. Claude Popiolek, qui n'a jamais revu Madame Pacteau après la fin de la guerre, lui a rendu hommage dans son ouvrage La douce France, ce jour-là. |
| PINGUET TERRIEN             | Anne-Marie Xavier                                | Noellet                          | Henri Goldberg Bernard Goldberg                                          | 23 septembre 2008                                        | Henri et Bernard Goldberg ont été hébergés par Anne-Marie Pinguet et l'abbé Xavier Terrien après la rafle du vel d'hiv jusqu'à la Libération. |